# Knœringue
 Knœringue  (en alsacià Knehrige) és un municipi francès, situat a la regió del Gran Est, al departament de l'Alt Rin. L'any 2006 tenia 358 habitants. Forma part de la comarca de Sundgau. Es troba a 30 km al sud de Mülhausen, 15 km a l'est d'Altkirch i 15 km a l'oest de Saint-Louis i de Basilea.

## Demografia
| 1962 | 1968 | 1975 | 1982 | 1990 | 1999 |
| ---- | ---- | ---- | ---- | ---- | ---- |
| 207  | 217  | 208  | 199  | 227  | 266  |

## Administració
| Període   | Identitat           | Partit |
| --------- | ------------------- | ------ |
| 1971-1977 | Fernand Munch       |        |
| 1977-2008 | Bernard Ueberschlag |        |
| 2008-     | André Ueberschlag   |        |